# Encephalartos horridus
Encephalartos horridus är en kärlväxtart som först beskrevs av Nikolaus Joseph von Jacquin, och fick sitt nu gällande namn av Johann Georg Christian Lehmann. Encephalartos horridus ingår i släktet Encephalartos och familjen Zamiaceae. IUCN kategoriserar arten globalt som starkt hotad. Inga underarter finns listade i Catalogue of Life.

## Bildgalleri

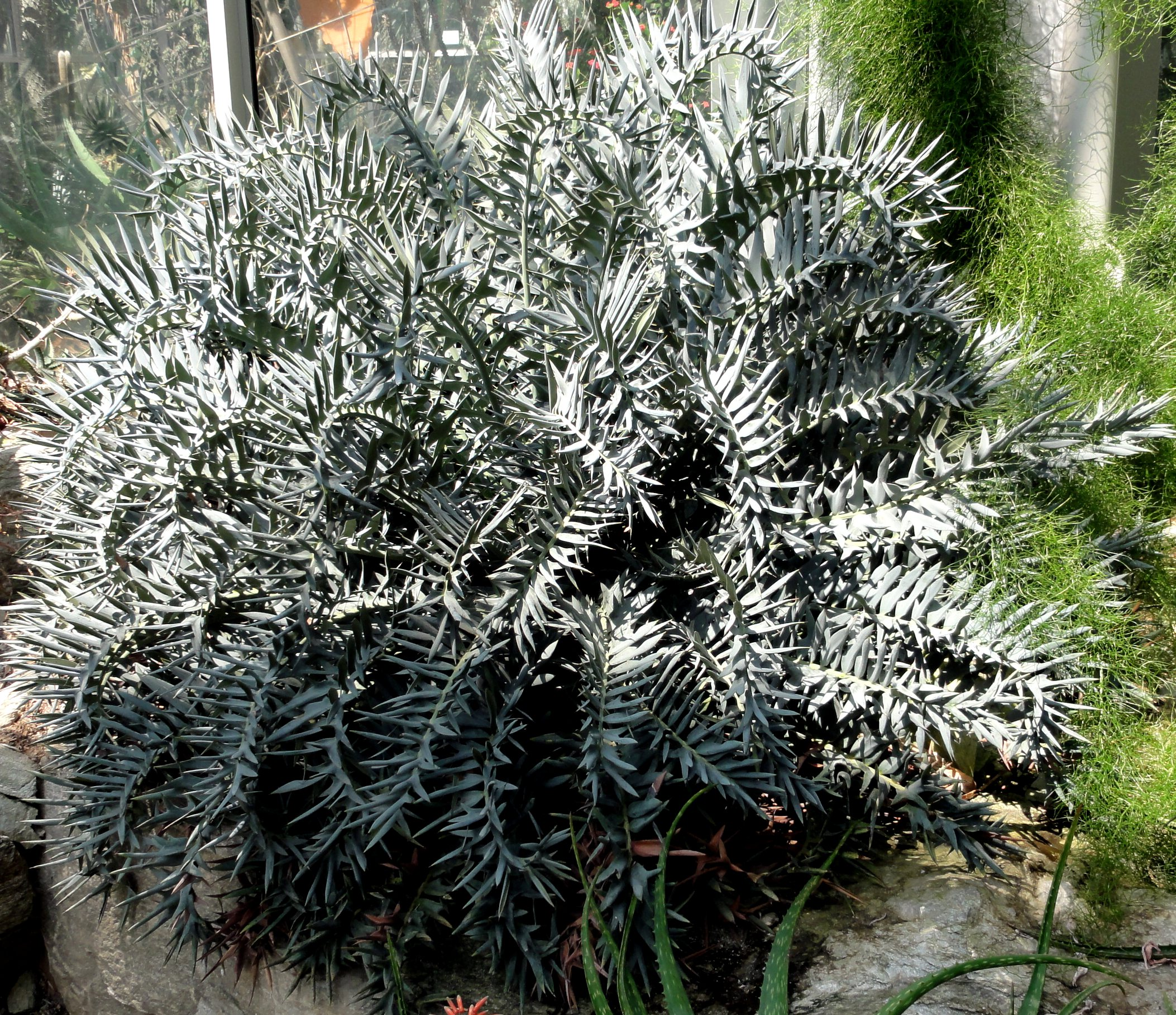
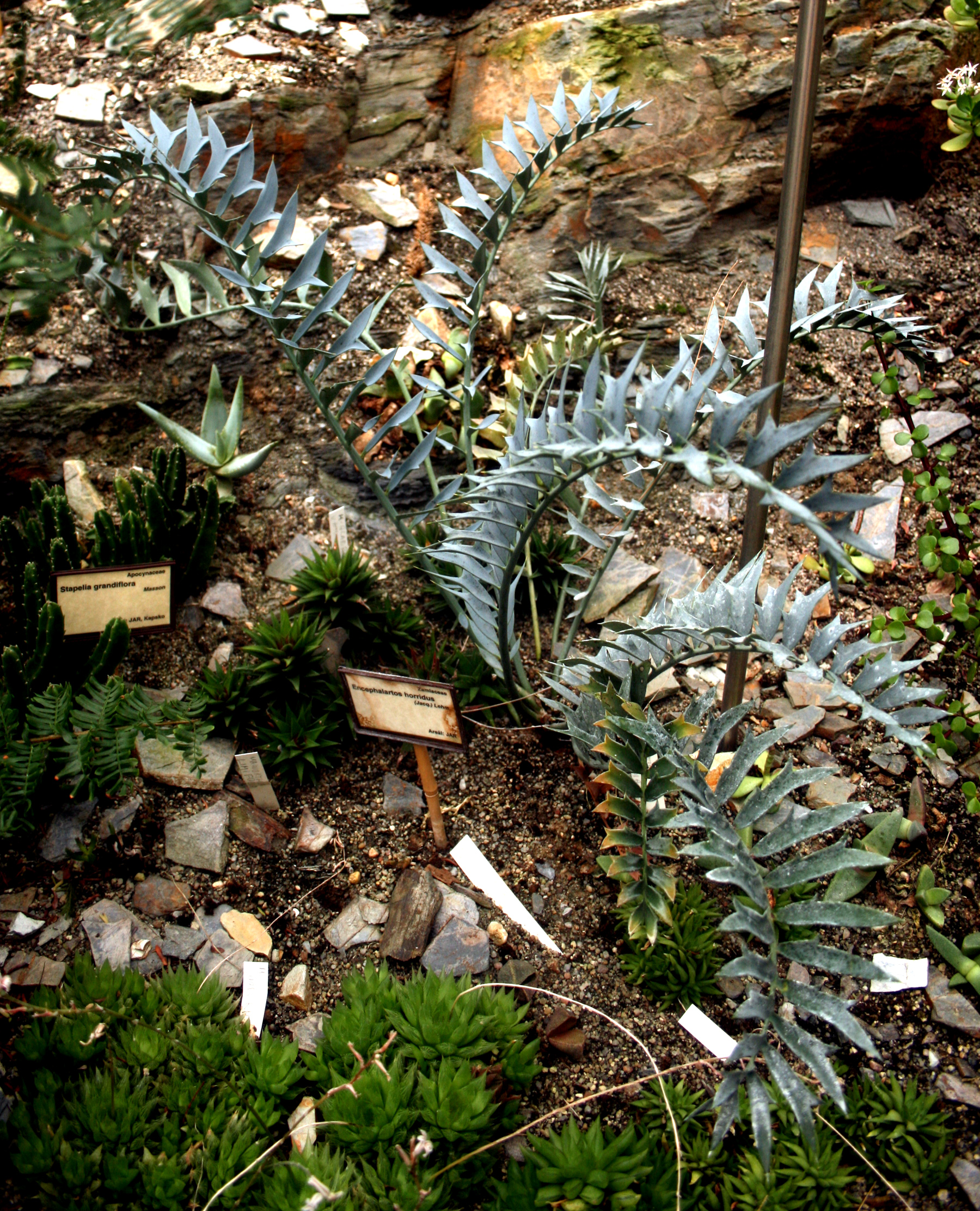
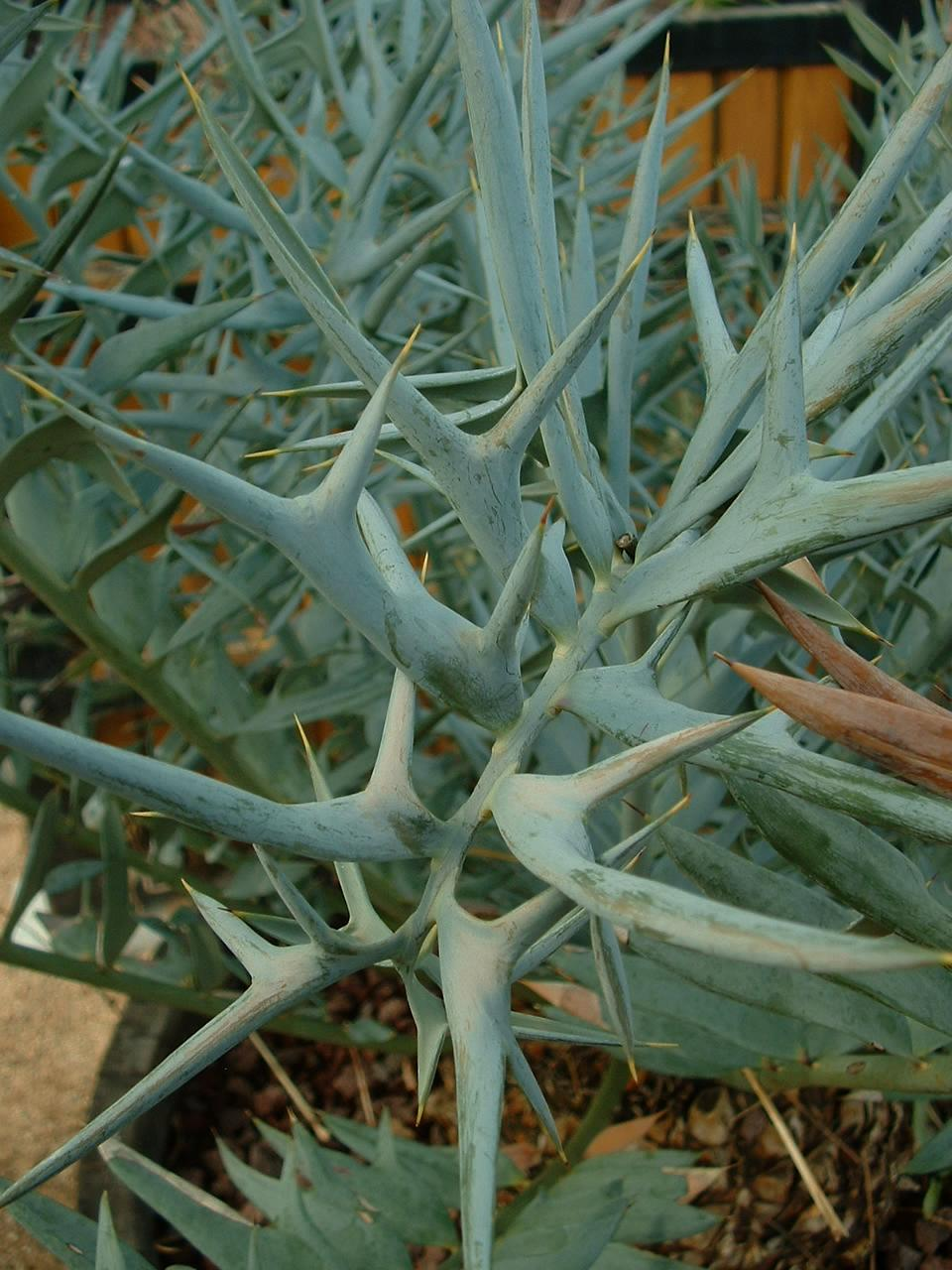
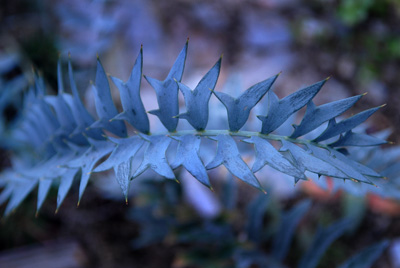
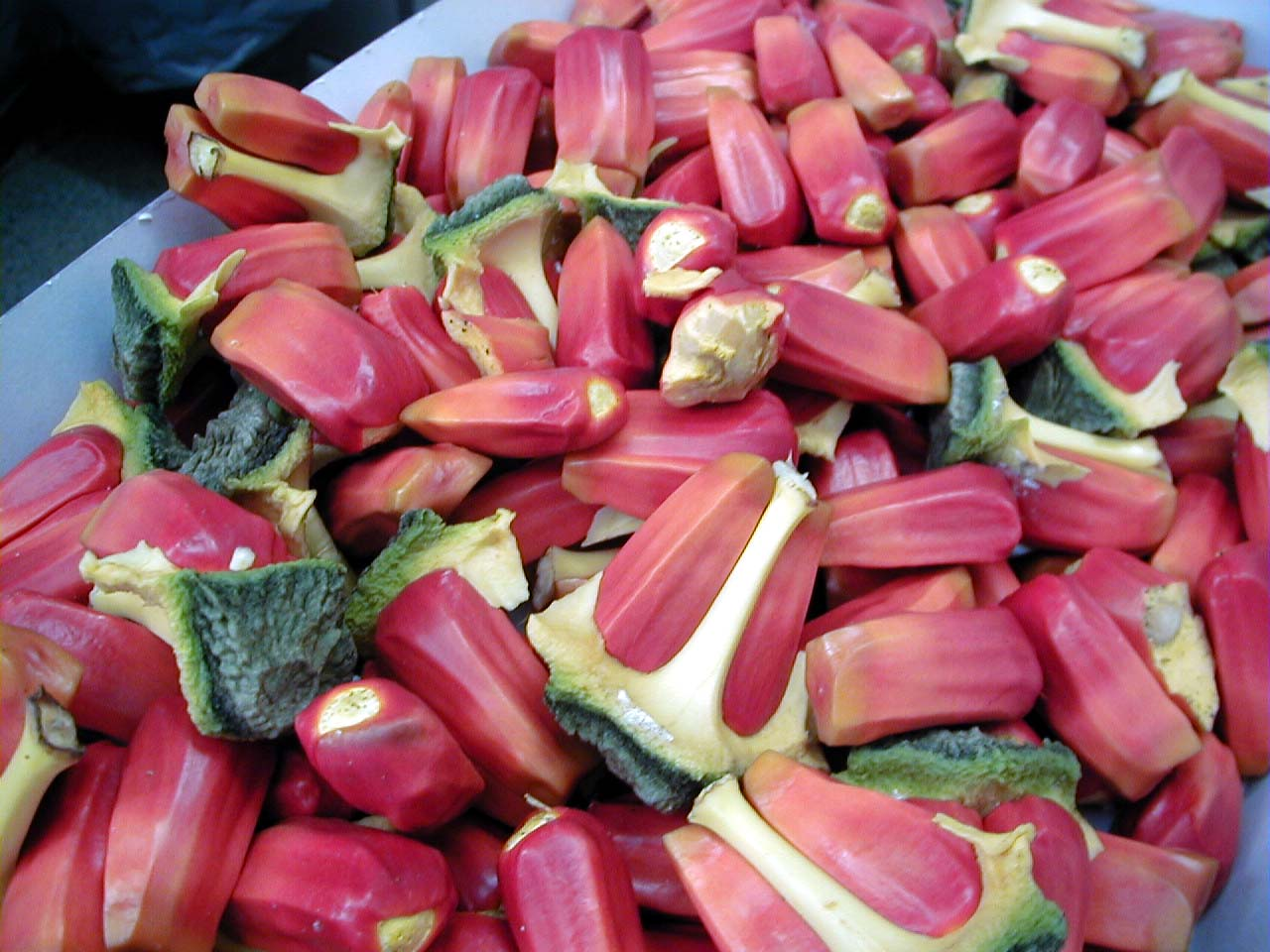
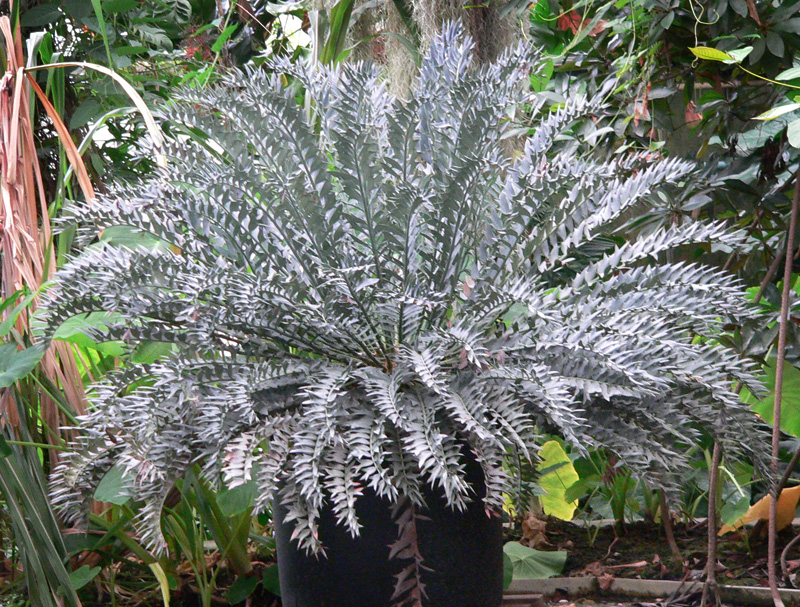